# Frants Buhl
Frants Peter William Buhl, född den 6 september 1850 i Köpenhamn, död den 24 september 1932 i Hillerød, var en dansk exeget och semitist.
Buhl blev docent vid teologiska fakulteten i Köpenhamn 1880 och professor där 1882. Han var professor i Gamla testamentet i Leipzig 1890-1898 och professor i semitisk filologi i Köpenhamn 1898-1921. Buhl blev hedersdoktor vid flera universitet, bland annat i Lund 1918. Hans vetenskapliga arbeten omfattar Gamla testamentet, filologi och islams äldsta historia. Buhl var banbrytare för den kritiska metodens användning inom dansk gammaltestamentlig exegetik. Han bearbetade bland annat upplagorna 12-17 (1895-1921) av Wilhelm Gesenius Hebräisches und aramäisches Handwörterbuch och utgav Psaltaren och Esters bok i Kittels Biblia hebraica. Under medverkan översatte han Gamla testamentet 1908-1910 och Gamla testamentets apokryfer 1920, utgav ett urval av Koranen i Verdensreligionernes Hovedværker i Oversættelse (1921). Av hans övriga verk kan nämnas de vid svenska universitet tidigare flitigt använda kommentarerna till Jesaja (1889-94, 3:e upplagan 1916) och Psalmerne (1900, 2:a upplagan 1918), samt Det israelitiske Folks Historie (1893, 6:e upplagan 1922), De messianske Forjættelser (1894), Muhammeds Liv (1903), Muhammeds religiöse Forkyndelse (1924). I samband med hans 75-årsdag utkom Studier tilegnede Frants Buhl (1925).

## Utmärkelser
- Dannebrogsmännens hederstecken,  1909[4]
- Kommendör av första graden av Dannebrogorden,  1922[4]

[Redigera Wikidata]